# Barnim
Barnim là một huyện thuộc bang Brandenburg, Đức.

## Huy hiệu
| Coat of arms |

## Thị trấn và đô thị
| Amt-free towns | Ämter |                                                                                                  |
| --- | --- | ------------------------------------------------------------------------------------------------ |
| 1. Bernau bei Berlin 2. Eberswalde 3. Werneuchen Amt-free municipalities 1. Ahrensfelde 2. Panketal 3. Schorfheide 4. Wandlitz | 1. Biesenthal-Barnim 1. Biesenthal1, 2 2. Breydin 3. Marienwerder 4. Melchow 5. Rüdnitz 6. Sydower Fließ 2. Britz-Chorin-Oderberg 1. Britz1 2. Chorin 3. Hohenfinow 4. Liepe 5. Lunow-Stolzenhagen 6. Niederfinow 7. Oderberg2 8. Parsteinsee | 3. Joachimsthal (Schorfheide) 1. Althüttendorf 2. Friedrichswalde 3. Joachimsthal1, 2 4. Ziethen |
| 1seat of the Amt; 2town | |                                                                                                  |